# Kings (série télévisée)
Pour les articles homonymes, voir Kings.
Kings est une série télévisée américaine en treize épisodes de 42 minutes, créée par Michael Green et diffusée entre le 15 mars et le 25 juillet 2009 sur le réseau NBC.
En France, la série a été diffusée entre le 20 et le 30 décembre 2010 sur Série Club.

## Synopsis
Cette série se déroule dans le royaume de fiction de Gilboa, une monarchie absolue moderne. Gilboa, gouverné par le roi Silas Benjamin, faisait initialement partie, il y a deux décennies, du Royaume-Uni de trois pays belligérants: Gilboa, Carmel et Selah. Il croit qu'il a été divinement oint roi, et cite souvent le jour où un essaim de papillons atterrit sur sa tête sous la forme d'une «couronne de vie», faisant appel à lui pour former le royaume.

## Distribution

### Acteurs principaux
- Ian McShane (VF : Richard Darbois) : Roi Silas Benjamin
- Chris Egan (VF : Damien Witecka) : Capitaine David Shepherd
- Susanna Thompson (VF : Danièle Douet) : Reine Rose Benjamin
- Allison Miller (VF : Noémie Orphelin) : Princesse Michelle Benjamin
- Sebastian Stan (VF : Sébastien Desjours) : Prince Jack Benjamin
- Eamonn Walker (VF : Thierry Desroses) : Révérend Ephram Samuels
- Wes Studi : Général Linus Abner (8 épisodes)
- Dylan Baker (VF : Bernard Lanneau) : William Cross

### Acteurs récurrents et invités
- Michael Crane (VF : Eric Legrand) : Chancellor Marcus Hanson
- Marlyne Afflack (VF : Barbara Kelsch) : Thomasina (12 épisodes)
- Jason Antoon (en) : Boyden (11 épisodes)
- Joel Marsh Garland : Klotz (12 épisodes)
- Becky Ann Baker : Jessie Shepherd, mère de David (8 épisodes)
- Steve Rosen : Perry Straussler (8 épisodes)
- Sarita Choudhury : Helen Pardis (6 épisodes)
- Macaulay Culkin (VF : Vincent de Boüard) : Andrew Cross (5 épisodes)
- Kathleen Mealia (VF : Delphine Rivière) : Lucinda Wolfsen (5 épisodes)
- Leslie Bibb (VF : Alexia Lunel) : Katrina Ghent (4 épisodes)
- Brian Cox : Vesper Abaddon (3 épisodes)
- Michael Arden : Joseph Lasile (3 épisodes)
- Kadin George : Seth (3 épisodes)
- Michael Stahl-David (VF : Stanislas Forlani) : Paul Lash (3 épisodes)
- Tom Guiry (en) : Ethan Shepherd, frère de David (2 épisodes)

 Source et légende : version française (VF) sur RS Doublage

## Production
Les deux premiers épisodes ont été diffusés le même soir. Après le cinquième épisode, NBC déplace la série au samedi en raison de faibles audiences, puis retire la série de la programmation après le sixième épisode. Les sept épisodes restants sont diffusés les samedis soirs en juin et juillet.

## Épisodes
1. David contre Goliath (Goliath - part 1)
2. Les Premiers pas (Goliath - part 2)
3. Le Traité de paix (Prosperity)
4. La Tentation (First Night)
5. Au Service du devoir (Insurrection)
6. Le Jour du Jugement Dernier (Judgment Day)
7. Fraternités (Brotherhood)
8. L'Anniversaire du roi (The Sabbath Queen)
9. Le Choix de Rose (Pilgrimage)
10. Le Nouveau Livre (Chapter One)
11. Trahisons (Javelin)
12. Le Roi est mort (The New King - part 1)
13. Vive le roi (The New King - part 2)